# 漫威復仇者聯盟
《漫威復仇者聯盟》一款由晶体动力、艺夺蒙特利尔共同開發，史克威爾艾尼克斯發行的動作冒險遊戲。游戏中玩家可以扮演复仇者联盟中的钢铁侠、绿巨人、雷神索尔、黑寡妇、美国队长、驚奇女士等六个主要角色进行游戏。遊戲最初預計於2020年5月15日發售，后延期到同年的9月4日发售。 本游戏支持简繁体中文的配音，文本和字幕语言。2021年11月30日，蜘蛛俠內容上线PS4、PS5平台。 泥巴娛樂負責部分英雄的角色技能設計與開發製作。

## 故事簡介
當復仇者聯盟正在慶祝位於舊金山的新總部與一艘空中母艦正式啟用之際，神秘的敵人突然襲擊了空中母艦與市區，雖然復仇者全員出動試圖阻止災難，但最終仍造成母艦墜毀、參觀民眾傷亡慘重的悲劇事件，事後復仇者聯盟被迫解散。五年後，新的危機再次到來，人們的希望就在被解散的復仇者們身上……

## 遊戲模式
本作為第三人稱動作遊戲，主要分為單人進行的劇情模式，與和他人進行連線的戰役模式。玩家可以在劇情模式中提升角色的等級，並利用提升等級時獲得的技能點於技能樹上獲得新的技能。同時也能在遊戲進行時收集更好的裝備，令角色的能力獲得強化。
遊戲預定有追加的DLC，玩家將能透過後續更新獲得新的地圖與新的角色。目前已知鷹眼、黑豹、鷹眼 (凱特·畢夏普)將會是後續可使用的新角色，蜘蛛人則會作為PS版本獨有的追加角色。

## 登場人物

### 主要角色
- 「驚奇女士」卡瑪拉·克汗（英语：Kamala Khan） 

中文配音：陳貞伃
喜愛超級英雄與復仇者聯盟的少女，在「A日」發生的當天被泰瑞根迷霧影響而成為異人族，深信復仇者聯盟是無辜的，在掌握了證據後決心付諸行動找回復仇者的成員。
- 「美國隊長」史蒂芬·羅傑斯 (英語：Captain America·本名：Steve Rogers)

中文配音：江志倫
復仇者聯盟的成員與指揮者，在「A日」中因為航天母艦「奇美拉」的墜毀而生死不明。
- 「鋼鐵人」托尼·史塔克  (英語：Iron man·本名：Anthony Edward "Tony" Stark)

中文配音：宋克軍
天才發明家、億萬富翁、花花公子與復仇者聯盟的成員。在「A日」之後復仇者被迫解散，史塔克工業也被沒收，因此隱居在家族祖屋之中。
- 「绿巨人」布魯斯·班納  (英語：Hulk·本名：Robert Bruce Banner)

中文配音：
物理學家、復仇者聯盟的成員。在「A日」發生後因為在聽證會上做出不利於復仇者聯盟的證詞導致復仇者解散，之後為逃避追捕化身浩克隱居在「奇美拉」的殘骸之中。
- 「黑寡婦」娜塔莎·羅曼諾夫  (英語：Black Widow·本名：Natasha Romanova)

中文配音：
前蘇聯間諜、復仇者聯盟的成員。在「A日」發生後就銷聲匿跡。
- 「雷神」索爾  (英語：Thor·本名：Thor Odinson)

中文配音：
北歐神話中的雷神，復仇者聯盟的成員。在「A日」發生後將自己的槌子留在英雄公園中美國隊長的雕像之前後銷聲匿跡。

### 配角
- 「蟻人」漢克·皮姆 (英語：Ant-Man·本名：Hank Pym)：蟻人、皮姆科技的創辦人、反抗組織的領袖。領導逃亡的異人族組成反抗組織，與之後重組的復仇者進行合作。
- 賈維斯 (英語：J.A.R.V.I.S.)：東尼·史塔克發明的人工智能，現安裝在航天母艦「奇美拉」之中進行輔助。
- 尼克·福瑞 (英語：Nicholas Joseph "Nick" Fury)：神盾局局長，「A日」發生之後就失蹤。
- 瑪麗亞·希爾 (英語：Maris Hill)：神盾局局長尼克·福瑞的副手，在福瑞失蹤後成為神盾局現在的指揮者。
- 唐·唐·杜根（英语：Dum Dum Dugan）  ：神盾局副局長之一。
- 菲爾·謝爾頓（英语：Marvels）：號角日報記者。

### 反派角色
- 「魔多客」喬治·塔爾頓 (英語：：與復仇者們聯手將自己發現的泰瑞根水晶製作成航天母艦「奇美拉」的動力來源，在「A日」之後將史塔克工業改組成超智機構，並成了在復仇者解散後維持美國治安的新領導者。
- 莫妮卡·拉帕奇尼（英语：Monica Rappaccini） ：布魯斯·班納博士的女友，私下與塔爾頓合作策畫了「A日」的發生，並在超智機構成立後成為塔爾頓的副手。
- 惡煞 ：
- 模仿大師 (英語：Taskmaster ·本名：Anthony "Tony" Masters)：前神盾局探員、現為傭兵。於「A日」當天發動恐怖襲擊，將復仇者吸引到金門大橋。

## 評價
《漫威复仇者联盟》获得了业界比较一般的评价。因遊戲上許多BUG並且修復不如預期，所以在商业上游戏也没有取得成功；根据史克威尔艾尼克斯的财报显示，《漫威复仇者联盟》在发售后没有达到公司的销售预期，并造成了约4800万美元的损失。

## 備註
1. ↑  購買豪華版或終極版的玩家可以提前在9月1日遊玩。